# 卡姆尼克市鎮

46°13′32.69″N 14°36′43.14″E / 46.2257472°N 14.6119833°E
卡姆尼克市鎮，是斯洛文尼亞北部的一個市镇，行政中心为卡姆尼克，傳統上屬於克拉尼斯卡地區。市镇面積为266平方公里，2012年人口数量为28,999人，人口密度每平方公里110人。